# 小西昭之
小西 昭之（こにし あきゆき、1931年4月7日 - 1994年8月1日）は、日本のジャーナリスト。

## 来歴
長野県出身。長野県松本県ヶ丘高等学校、東京大学教養学部教養学科卒業後、
1955年毎日新聞入社。イギリス留学（ロンドン大学政治経済大学院修了）、外信部記者、ロンドン特派員を経て、北米総局長、外信部部長を歴任。

## 人物
縣陵新聞部時代（1949年～1951年）、小西が部長を務めた1950年の中日新聞社主催全国新聞コンクールで第2位、
1951年の朝日新聞社主催全国新聞コンクールで第3位の成績を残している。

## 著書
- 『CIAの逆襲―ドキュメント「パーレビ復権」 イラン1953年 (1980年) カーミット・ルーズベルト』対訳 (毎日新聞1980/12)
- 『昨日の英国・明日の英国 (異文化を知る一冊 E 50) 』(三修社1983/12)
- 『消された飛行艇 (1981年) ロナルド W.ジャクソン』対訳 (毎日新聞1981/7)
- 『大英帝国は二度死ぬか (1976年) (特派員の目) 』(毎日新聞1976/9)